# Territoriale prelatuur Yauyos
De territoriale prelatuur Yauyos (Latijn: Praelatura Territorialis Yauyosensis) is een rooms-katholieke territoriale prelatuur met als zetel Yauyos, in Peru. De territoriale prelatuur is suffragaan aan het aartsbisdom Lima. 

## Geschiedenis
De territoriale prelatuur werd opgericht op 12 april 1957, uit delen van het aartsbisdom Lima. 

## Parochies
De territoriale prelatuur had in 2021 een oppervlakte van 12.257 km2 en telde 276.371 inwoners waarvan 85,3% rooms-katholiek was.

## Prelaten
- Ignacio María de Orbegozo y Goicoechea (12 april 1957 - 26 april 1968)
- Luis Sánchez-Moreno Lira (26 april 1968 - 2 maart 1996)
- Juan Antonio Ugarte Pérez (15 maart 1997 - 29 november 2003; hulpbisschop sinds 4 december 1991)
- Ricardo García García (12 oktober 2004 - heden)

Lima (aartsbisdom) · Callao · Carabayllo · Chosica · Huacho · Ica · Lurín · Yauyos (territoriale prelatuur)